# Shipshewana
Shipshewana és una població dels Estats Units a l'estat d'Indiana. Segons el cens del 2000 tenia 536 habitants.

## Demografia
Segons el cens del 2000, Shipshewana tenia 536 habitants, 235 habitatges, i 149 famílies. La densitat de població era de 224,9 habitants/km².
Dels 235 habitatges en un 29,4% hi vivien nens de menys de 18 anys, en un 48,1% hi vivien parelles casades, en un 12,3% dones solteres, i en un 36,2% no eren unitats familiars. En el 33,6% dels habitatges hi vivien persones soles el 17,4% de les quals corresponia a persones de 65 anys o més que vivien soles. El nombre mitjà de persones vivint en cada habitatge era de 2,28 i el nombre mitjà de persones que vivien en cada família era de 2,86.
Per edats la població es repartia de la següent manera: un 24,1% tenia menys de 18 anys, un 12,7% entre 18 i 24, un 21,3% entre 25 i 44, un 23,9% de 45 a 60 i un 18,1% 65 anys o més.
L'edat mediana era de 36 anys. Per cada 100 dones de 18 o més anys hi havia 79,3 homes.
La renda mediana per habitatge era de 30.156 $ i la renda mediana per família de 53.214 $. Els homes tenien una renda mediana de 36.875 $ mentre que les dones 22.750 $. La renda per capita de la població era de 26.270 $. Entorn del 6% de les famílies i el 8% de la població estaven per davall del llindar de pobresa.

## Poblacions més properes
El següent diagrama mostra les poblacions més properes.